# Kirsten Münchow
Kirsten Münchow (von 2002 bis 2007 Kirsten Klose, * 21. Januar 1977 in Rehren, Gemeinde Auetal) ist eine deutsche Hammerwerferin.

## Karriere
Kirsten Münchow trat seit 1994 bei nationalen Wettkämpfen an und gehörte schon 1997 bei den ersten internationalen Wettbewerben im Hammerwurf der Frauen zu den Starterinnen. Sie war in dieser Zeit eine der dominierenden Hammerwerferinnen in Deutschland. 1998 steigerte sie im April den deutschen Rekord auf 66,82 m. Im August 1998 gewann sie die Bronzemedaille bei den Europameisterschaften in Budapest mit einer Weite von 65,61 m, nur geschlagen von der damaligen Weltrekordlerin Mihaela Melinte und deren Vorgängerin Olga Kusenkowa. 1999 wurde sie Zweite der U23-Europameisterschaften mit einer Weite von 63,68 m. Sie qualifizierte sich für die Leichtathletik-Weltmeisterschaften 1999 in Sevilla und erreichte dort den Endkampf, konnte aber mit einer Weite von 64,03 m ihr Leistungsvermögen nicht voll ausschöpfen und wurde Achte. Bei den Weltmeisterschaften 2001 in Edmonton verpasste sie den Endkampf und wurde mit 64,39 m im Finale Neunte.
Zwischen den beiden Weltmeisterschaften hatte Münchow 2000 ihr stärkstes Jahr mit dem größten Erfolg ihrer Karriere. Sie gewann die Bronzemedaille bei der Olympiapremiere des Frauen-Hammerwurfs bei den Olympischen Spielen 2000 in Sydney mit dem deutschen Rekord von 69,28 m und wurde für diesen Medaillengewinn von Bundespräsident Johannes Rau mit dem Silbernen Lorbeerblatt ausgezeichnet. Diese Weite, gleichzeitig persönliche Bestleistung, war bis 2012 die fünftbeste Weite einer deutschen Hammerwerferin. Neben den internationalen Erfolgen sicherte sie sich 2000 und 2001 den Titel bei den deutschen Meisterschaften.
Kirsten Münchow ist 1,72 m groß und wog im Wettkampf 75 kg. Sie ist gelernte Schaufensterwerbegestalterin und gehörte zur Sportfördergruppe der Bundeswehr. Sie schloss eine Ausbildung als Physiotherapeutin ab. Münchow startete zunächst für die LG Porta Westfalica, dann für TuS Eintracht Minden, ab 2000 für die LG Eintracht Frankfurt, wo sie beim späteren Bundestrainer Michael Deyhle trainierte, und schließlich für den SV Saar 05 Saarbrücken. 2002 heiratete sie den Hammerwerfer Holger Klose; am 14. Juni 2002 wurde sie Mutter eines Sohnes. Nach der Scheidung von ihrem Mann nahm sie 2007 wieder ihren Geburtsnamen an und zog zurück in ihre ostwestfälische Heimat. Seither startet sie wieder für die TuS Eintracht Minden. Obwohl sie sich selbst nur noch als Hobbysportlerin bezeichnet, tritt sie trotz stark verminderten Trainingsumfangs nach wie vor bei Wettkämpfen auf nationaler Ebene an. 2008 betrug ihre Bestweite 64,83 m, 2009 erzielte sie 62,60 m. 2012 gewann Münchow für den VfR Evesen startend den Titel im Hammerwurf bei den Norddeutschen Meisterschaften mit einer Weite von 57,64 m. Neben dem Hammerwurf betreibt sie Rasenkraftsport.
Im August 2015 startete Münchow bei den Senioren-Leichtathletik-Weltmeisterschaften im französischen Lyon und gewann im Finale der Klasse W35 im Hammerwurf die Goldmedaille mit der Siegerweite von 55,77 m.